# Perapion lemoroi
Perapion lemoroi – gatunek chrząszcza z rodziny pędrusiowatych i plemienia Aplemonini, jedyny z monotypowego podrodzaju Eroosapion.

## Taksonomia
Gatunek ten opisany został po raz pierwszy w 1880 roku przez Charlesa N.F. Brisouta de Barneville’a pod nazwą Apion lemoroi. Przez Miguela A. Alonsa-Zarazagę klasyfikowany był w 1990 roku w podrodzaju nominatywnym rodzaju Perapion. W 1994 roku Jean-Marie Ehret przeniósł go do nowego, monotypowego podrodzaju Perapion (Eroosapion).

## Morfologia
Chrząszcz o ciele długości od 2 do 2,4 mm. Ubarwienie ma czarne ze słabym połyskiem ołowianym na stronie grzbietowej; kolor pokryw jest taki jak reszty ciała. Wierzch ciała gęsto porastają dość długie, wyraźne, kremowe włoski (włosowate łuski), grubsze na najbardziej zewnętrznych międzyrzędach pokryw oraz przyległych do nich częściach śródpiersia i zapiersia, co sprawia wrażenie obecności podłużnej, białej kropki w widoku bocznym. Punkty lub rowki na czole są drobne. Ryjek jest walcowaty, dość gruby, ale chudszy niż przednie udo, prawie prosty, u samicy tak długi jak przedplecze, u samca nieznacznie od niego krótszy. Przedplecze jest walcowate z niemal prostymi do lekko zaokrąglonych brzegami bocznymi i bardzo nieznacznie sklepionym wierzchem. Powierzchnię ma punktowaną drobno i przeciętnie gęsto. Pokrywy są 1,7 raza dłuższe niż szersze, najszersze pośrodku lub za środkiem. Brak na nich szczecinek wyspecjalizowanych. U samca na spodzie wierzchołkowej części pierwszego członu stopy tylnego odnóża wyrasta niewielki kolec.

## Ekologia i występowanie
Owad ten zasiedla m.in. łąki, nieużytki i pobocza dróg. Zarówno larwy, jak i postacie dorosłe są monofagicznymi fitofagami żerującymi na rdeście ptasim. Endofagiczna larwa żeruje, drążąc korytarze w szyjce korzeniowej rośliny. Tam również następuje jej przepoczwarczenie. Aktywne postacie dorosłe obserwuje się od kwietnia do października.
Gatunek palearktyczny. W Europie znany jest z Hiszpanii, Wielkiej Brytanii, Francji, Niemiec, Włoch, Słowacji, Węgier, Ukrainy, Chorwacji, Serbii oraz południa europejskiej części Rosji, w Afryce Północnej z Algierii i Tunezji, a w Azji z syberyjskiej i dalekowschodniej części Rosji, Azerbejdżanu, Syrii, Kazachstanu, Turkmenistanu i Mongolii.